# Roque Dalton
Roque Dalton, född 14 maj 1935 i San Salvador, död 10 maj 1975, var en salvadoransk poet, författare och journalist.
Dalton, som hade en amerikansk far och en salvadoransk mor, studerade juridik och antropologi. Han blev medlem av kommunistpartiet 1957, arresterades för revolutionära aktiviteter och utvisades 1961. Han blev senare medlem av befrielserörelsen Ejército Revolucionario del Pueblo (ERP) men likviderades av sina egna som av misstag tog honom för en förrädare.